# صقر قزم
الصقر القزم أو الصقر القزم الأفريقي (الاسم العلمي: Polihierax semitorquatus)، هو نوع من الطيور يتبع جنس الصقر القزم ضمن فصيلة الصقريات. يستوطن شرق وجنوب أفريقيا. يعد أصغر أنواع الصقور على الإطلاق إذ يتراوح طوله ما بين 19-20 سم. يتغذى على الحشرات والزواحف الصغيرة والثدييات الصغيرة كالقوارض بشكلٍ أساسي.

## الوصف
الصقر القزم يكسوه اللون الأبيض من الأمام واللون الرمادي من الظهر، بينما الإناث يكسوها اللون الكستنائي من جانب الظهر.

## الموئل والانتشار
يكثر تواجد الصقر القزم في الأشجار في المناطق الجافة، وينتشر بدءً من جنوب السودان والصومال إلى جنوباً عند تنزانيا وأوغندا، وينتشر أيضاً جنوباً عند أنغولا وحتى جنوب أفريقيا.

## السلوك
الصقور القزمة حيوانات تعاونية، أي ان مجموعة صقور تبني عشاً واحداً لهم جميعاً. ويُفسر هذا السلوك بعدة أسباب ومنها بأن الصقر القزم مُتعدد التزاوج، وتستخدم أسلوب الدفاع المشترك من بني جنسها، وأيضاً تنظيم الحرارة في الشتاء.